# Belaja (vattendrag i Vitryssland, Brests voblast)
Belaja (ryska: Белая) är ett vattendrag i Belarus.   Det ligger i voblasten Brests voblast, i den västra delen av landet, 300 kilometer sydväst om huvudstaden Minsk.
I omgivningarna runt Belaja växer i huvudsak blandskog. Runt Belaja är det ganska glesbefolkat, med 25 invånare per kvadratkilometer.